# Kathedrale von Dili (1937)

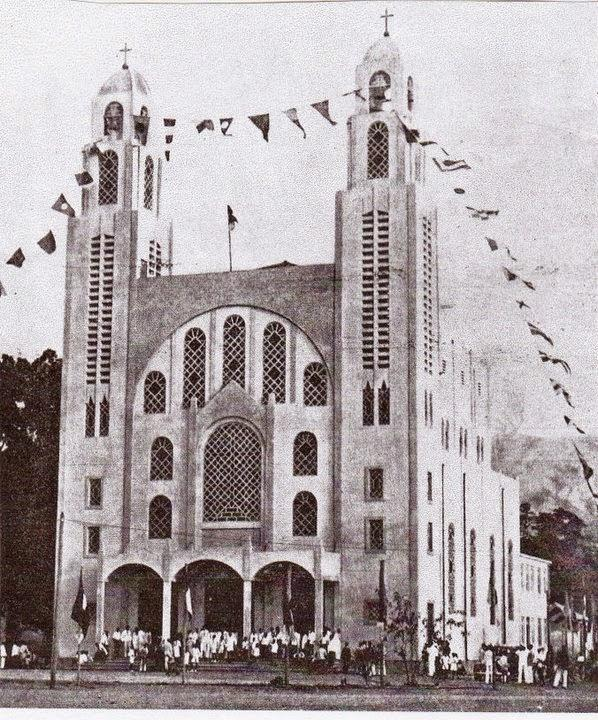
Die Kathedrale von Dili bei ihrer Einweihung (1937)

Die 1937 eingeweihte Kathedrale von Dili war bis zu ihrer Zerstörung 1942 die Hauptkirche der Kolonie Portugiesisch-Timor. Sie stand in Dili im Stadtteil Colmera.

## Geschichte

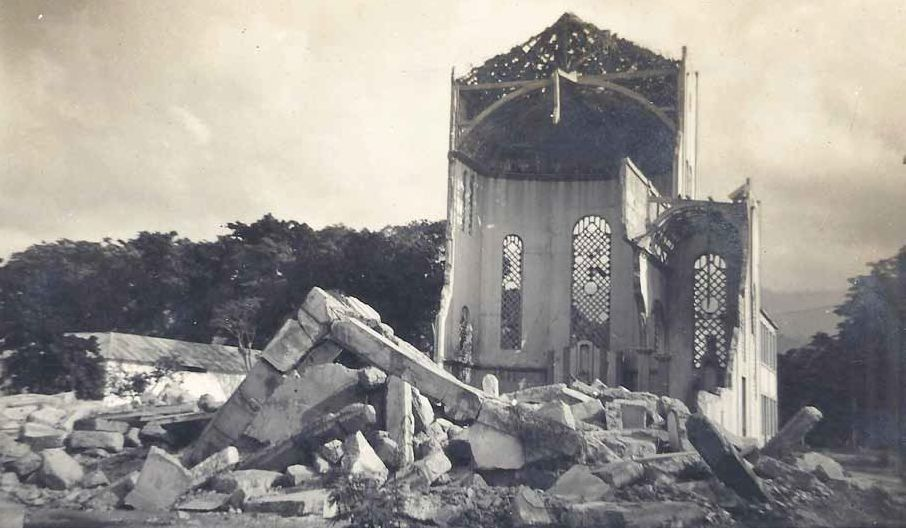
Die zerstörte Kathedrale (1945)

Die zwischen 1867 und 1877 erbaute Hauptkirche (portugiesisch Igreja matriz) der Kolonialhauptstadt Dili wurde für den Bau  der neuen Kathedrale 1933 abgerissen. Der Neubau wurde mit Hilfe von Macau finanziert und soll eine Million Pataca gekostet haben.
Am 3. Oktober 1937 wurde die neue Kirche eingeweiht.
Am 4. September 1940 wurde das Bistum Dili mit der päpstlichen Bulle Solemnibus Conventionubus vom bisherigen Bistum Macau abgetrennt und umfasste damals die gesamte Kolonie Portugiesisch-Timor. Das 1937 eingeweihte Gotteshaus wurde damit auch kirchenrechtlich zur Kathedrale. Jaime Garcia Goulart wurde am 18. Januar 1941 zum Apostolischen Administrator ernannt, nach dem Zweiten Weltkrieg  wurde er erster Bischof von Dili. 
Im Zweiten Weltkrieg wurde die Kathedrale während der Schlacht um Timor zerstört. Die Alliierten hatten 1941 zunächst die neutrale portugiesische Kolonie besetzt, worauf die Japaner im Februar 1942 angriffen. Die Alliierten zogen sich daraufhin in die Berge zurück und begannen einen Guerillakrieg. Ab März bombardierten sie zudem japanische Stellungen und die Städte. Ab dem frühen Morgen des 3. Novembers 1942 griff die 2. Squadron der Royal Australian Air Force (RAAF) zusammen mit bis zu neun B-26-Bombern der United States Army Air Forces Dili fünfmal an. Im Gegensatz zu früheren Angriffen auf Dili gab es diesmal keine klaren militärischen Ziele, sondern man bombardierte gezielt das Stadtzentrum mit der Kathedrale. Australische Bodentruppen hatten das Gerücht gemeldet, in der Kirche würden Kampfflugzeuge zusammengebaut. Nach anderen Informationen diente die Kathedrale 3000 japanischen Soldaten als Unterkunft. Australische Soldaten beobachteten die Zerstörung der Kathedrale. Eine Bombe traf das Dach, eine zweite eine Seitenwand.
Die Ruine wurde abgetragen und ihre Steine zwischen 1946 und 1948 für den Bau eines kleinen provisorischen Anlegers für Passagiere und zum Entladen von schweren Lasten verwendet. Auf der Fläche vor dem ehemaligen Standort der Kathedrale entstand in den Nachkriegsjahren der neue Amtssitz des Gouverneurs. An der Stelle, an der die Kathedrale gestanden hatte, baute die indonesische Besatzungsmacht in den 1990er-Jahren das Gebäude des Regionalparlaments, das heutige Nationalparlament Osttimors. Die heutige Kathedrale von Dili liegt weiter westlich. Bis zu ihrer Einweihung 1989 war die Kirche Santo António de Motael die Hauptkirche von Dili.

## Das Bauwerk
Das strahlend weiße Gebäude hatte zwei Zwillingstürme und war mit roten und blauen Bleiglasfenstern hinter dem Hauptaltar ausgestattet. Die Glocken waren in der gesamten Stadt zu hören.

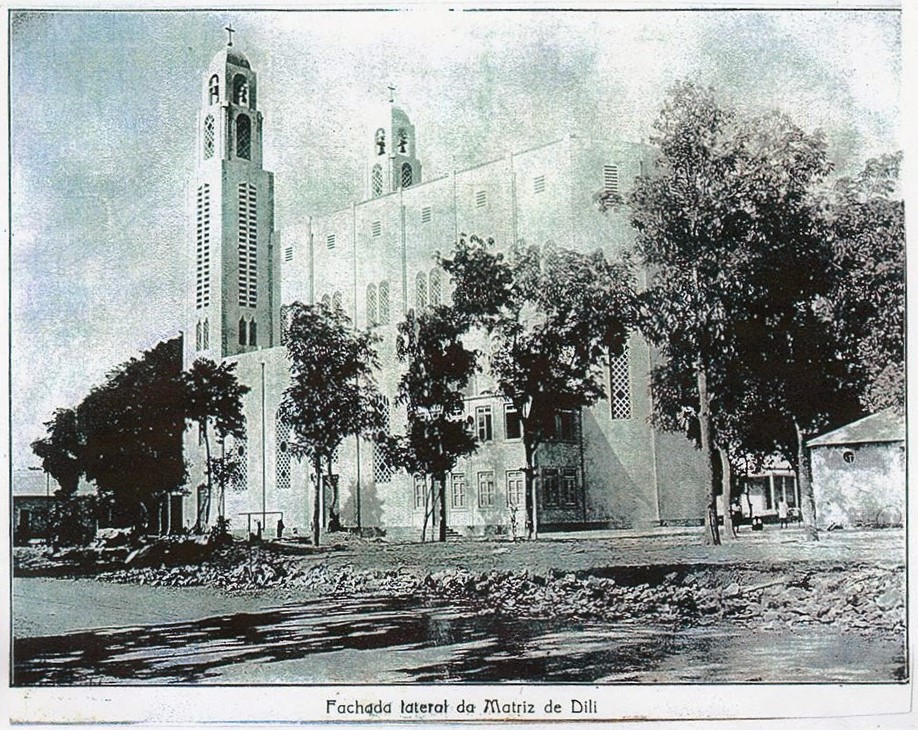
Seitenansicht (1939)
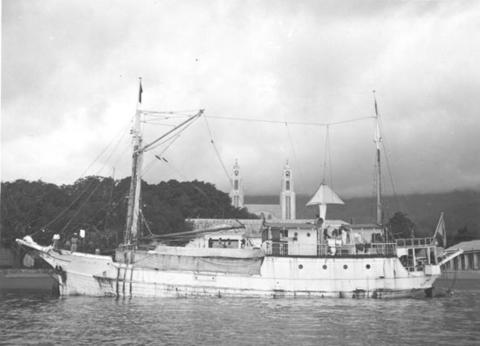
Blick auf die Kathedrale von der Bucht aus (1939)
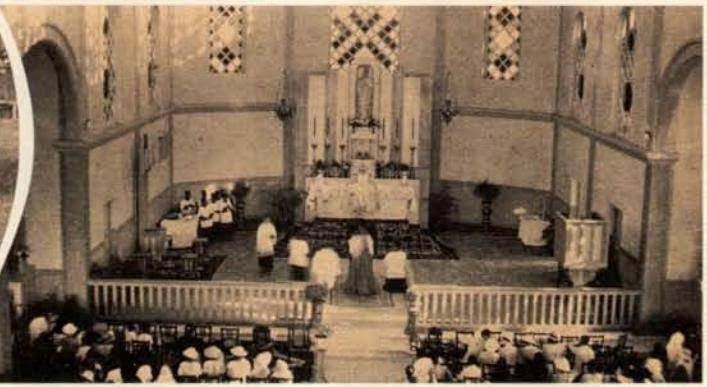
In der Kathedrale (1939)